# Метод реплик (микробиология)

Отрицательный отбор путем посева на реплики для скрининга колоний, чувствительных к ампициллину.

Реплики — микробиологический метод, при котором одна или несколько вторичных чашек Петри, содержащих различные твердые (на основе агара) селективные среды роста (лишенные питательных веществ или содержащие химические ингибиторы роста, такие как антибиотики), инокулируются теми же колониями микроорганизмов из первичной чашки Петри, воспроизводя первоначальную геометрическую картину расположения бактериальных колоний относительно друг друга.

## История
В 1952 году Эстер и Джошуа Ледерберг предложили метод размножения колоний.
Ледерберги хотели использовать ткань, которую можно стерилизовать, а также имеющую вертикальный ворс, напоминающий двухмерную аналоговую «проволочную щетку» — классический инструмент для переноса колоний.
Первоначально, использовались бумага и нейлоновый бархат, но их заменили на хлопковый бархат из-за ряда проблем: бумага искажала исходную кату бактериальной колонии, а нейлоновый бархат оказался слишком дорогим.
Метод реплик находит своё применение в микробиологии как про-(бактерии), так и эукариот (дрожжи).

## Метод
Для переноса используется штамп Ледерберга: стерильная бархатная ткань натягивается на цилиндр с диаметром, чуть меньше внутреннего диаметра чашки Петри.
Этот штамп прижимают к исходной чашке Петри, заросшей колониями, а затем с ещё не заросшими.
Перенос материала из каждой колонии в одинаковом расположении на ещё не проросшую чашку, которая инкубируется для выращивания колоний.
Ворсовые волокна бархата предотвращают размазывание колоний. Таким образом, с исходной чашки Петри (матрицы), покрытой колониями, можно сделать несколько оттисков на различные гелевые среды.
Как правило, переносу подвергается 30—300 колоний из-за сложности выделения каждой колонии по-отдельности.

## Применение
Метод реплик может быть использован для поиска и выделения дефицитных мутантов, то есть микроорганизмов, которые, в отличие от родительского штамма, не способны производить определённые вещества, необходимые для их роста и размножения, и поэтому зависят от присутствия этих веществ в культуральной среде.
- Очистка культуры.
- Обогащение мутантами.
- Доказательство спонтанности мутаций.
- Резистентность к антимикробным средствам.
- Выявление ауксотрофии.